# McDonald's
Pour les articles homonymes, voir MacDonald.
McDonald's Corporation (prononcé : /məkˈdɑnəldz ˌkɔɹpəˈɹeɪʃən/) est une multinationale américaine de la restauration rapide dont le siège se situe à Chicago. Elle est fondée par Ray Kroc en 1955 après le rachat des droits d'une chaîne de restaurants exploitée par Richard et Maurice McDonald.
Aujourd'hui, McDonald's est le plus important groupe de restauration rapide, devant Restaurant Brands International (Burger King) ou Yum! Brands (KFC, Pizza Hut). En 2022, son chiffre d'affaires dépasse les 23 milliards de dollars et la chaîne compte 40 200 restaurants dans plus de 100 pays différents. 
McDonald's vend principalement des burgers de bœuf, poulet et poisson ainsi que des frites, des menus pour le petit-déjeuner, des sodas, des laits frappés et des desserts. La société a élargi l'offre avec des salades, wraps et fruits.
La grande majorité des restaurants sont exploités par un réseau commercial ou des franchisés, seule une petite partie étant exploitée par l'entreprise elle-même. Les revenus de la société proviennent de la location des terrains, des redevances et des honoraires versés par les réseaux commerciaux, ainsi que des ventes dans les restaurants exploités par la compagnie.
L'entreprise fait régulièrement l'objet de critiques, car elle incarnerait une mondialisation américaine qui impose une omniprésence culturelle. Elle est également épinglée pour sa qualité diététique, ses pratiques environnementales ou ses pratiques de l'optimisation fiscale.

## Histoire

### Débuts

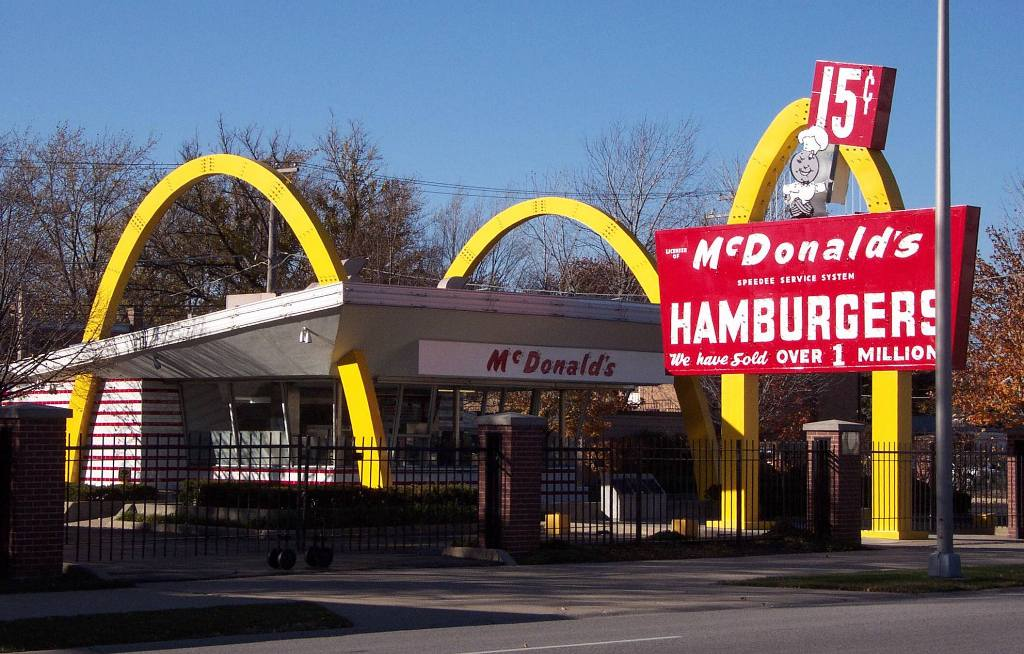
Musée McDonald's de Des Plaines en Illinois de style Googie, réplique du premier restaurant franchisé McDonald's ouvert par Ray Kroc en avril 1955.

En 1937, Patrick McDonald ouvre un stand de hot-dogs appelé « Airdome » à Arcadia, en Californie. L'affaire n'est pas florissante mais en 1940, ses deux fils Richard et Maurice reprennent l'exploitation, déménagent à San Bernardino, et se renomment « restaurant McDonald's » le 15 mai,,. Le menu consiste en 25 articles, principalement cuisinés au grill. Et comme il était courant à l’époque, ils emploient environ 20 voituriers. Il devint un lieu de rendez-vous populaire pour les jeunes (le lycée de la ville est situé à côté), pour les employés des industries à proximité, et profitable pour ses propriétaires. Huit ans plus tard, après avoir remarqué que la plupart de leurs revenus provenaient des hamburgers, les deux frères ferment leur restaurant pour plusieurs mois afin de développer l’innovant service rapide à hamburgers. La carte est réduite à l’offre que 80 % des consommateurs ont l’habitude de commander (hamburgers, soda, lait, café, frites et gâteau), tandis que la taille du hamburger est diminuée, mais pour un prix réduit à 15 cents et que la vaisselle laisse la place à des assiettes et gobelets en carton. Dans la mesure où le service n’est plus assuré au volant, les clients passent commandes eux-mêmes à un guichet, les voituriers sont licenciés.

### Franchises

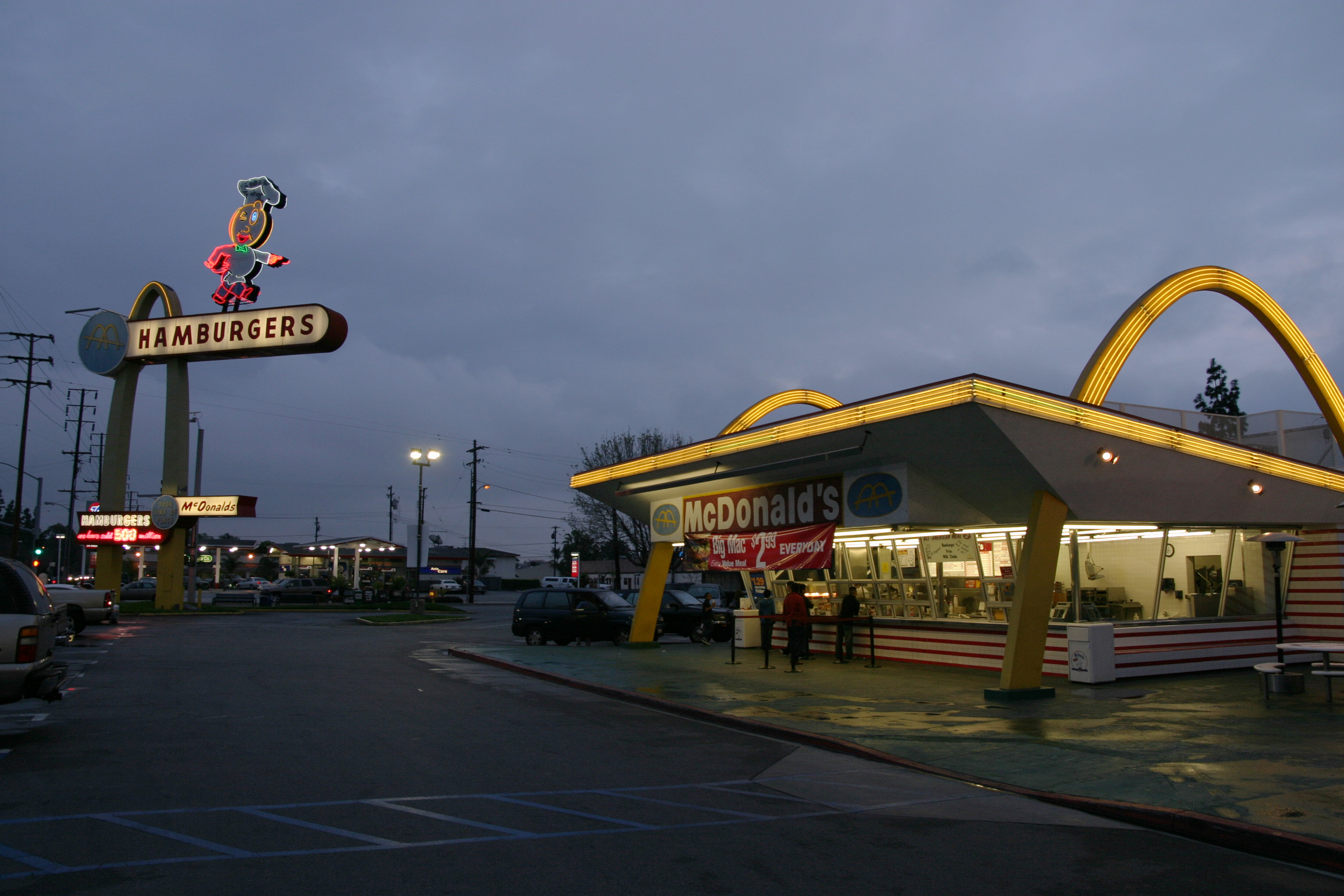
Le plus vieux restaurant McDonald's encore en activité, à Downey, Californie, à l'angle de Lakewood Bvd et de Florence Ave. Troisième restaurant construit par la chaîne et second doté des arches dorées, son aspect n'a guère changé depuis son ouverture en 1953.

En 1953, les frères McDonald commencent à franchiser leur restaurant. Neil Fox fut le premier franchisé. Le deuxième ouvre à Phoenix (Arizona). Il est le premier à présenter le dessin des arches dorées (formées par la lettre « M ») ; plus tard celui d’origine fut reconstruit dans ce style. Le troisième ouvre à Downey en Californie à l'angle du boulevard Lakewood et de l'avenue Florence et est à ce jour[Quand ?] le plus vieux de la marque encore en activité.
L'année suivante, les deux frères passent commande de dix mélangeurs multi-têtes pour milk-shake. L’entrepreneur et vendeur de machine à milk-shake (« lait frappé » au Québec) Ray Kroc étonné, va voir le restaurant achetant autant de machines et appliquant les règles du fordisme. Il est fasciné quand il apprend leur rentabilité et leur popularité. Après avoir vu le système en fonctionnement, Kroc rencontre les frères McDonald, avec une proposition de le laisser franchiser le système (une dizaine de lieux au départ), avec lui comme premier franchisé. Kroc propose que 2 % du chiffre d'affaires de chaque restaurant soit versé par l'exploitant, dont 0,5 % pour les deux frères fondateurs à l'origine du concept et de l’appellation. Ray Kroc dresse un strict cahier des charges pour les franchisés. 
Il essaya même de faire valoir sa rencontre avec Walt Disney (tous deux ayant suivi le même entraînement d'infirmier de la Croix-rouge pendant la première Guerre mondiale), dans le vain espoir d’ouvrir un restaurant dans le parc d'attraction Disneyland, alors en construction. D’autres le visitèrent et en repartirent inspirés, comme James McLamore, fondateur de Burger King, et Glen Bell (en), celui de Taco Bell.
Il ouvre en 1955 le premier McDonalds de la société actuelle à Des Plaines, dans la banlieue de Chicago, Illinois. Il casse les prix et donc la concurrence avec une « formule à 47 centimes » ; les revenus du premier jour furent de 366,12 dollars (de l’époque), plus de 700 menus,. Les documents officiels de la société utilisent souvent cette date comme leur commencement bien qu'il fût quinze ans plus tôt, et effaçant par la même occasion toute trace des frères McDonald en faveur de Kroc. Pendant plusieurs décennies cet établissement fut connu comme le « McDonalds numéro 1 ».

### Développement aux États-Unis et au Canada

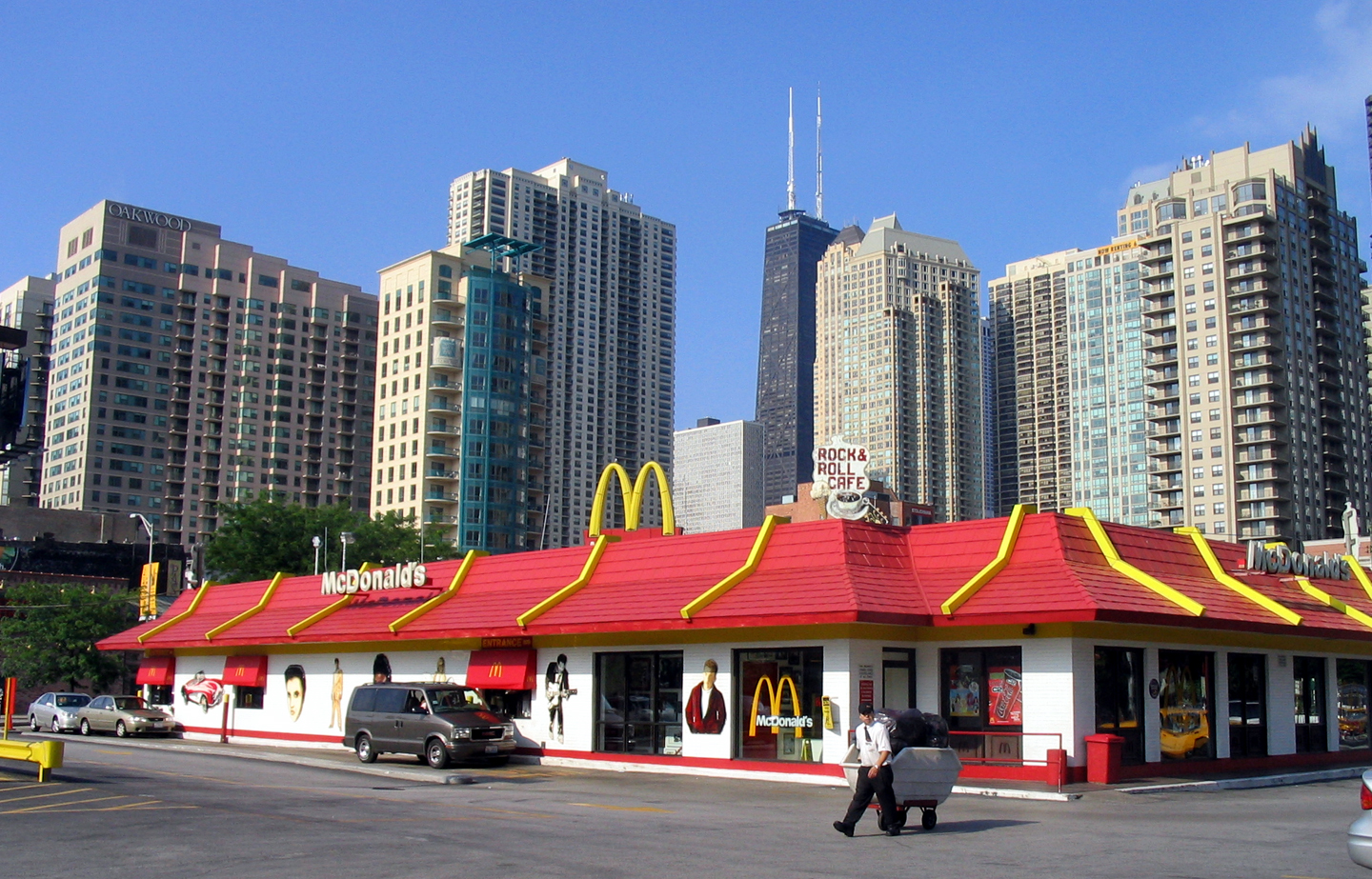
Un restaurant McDonald's à Chicago.

Au début des années 1960, la société est renommée « McDonald's Corporation ». Dès 1961, les frères McDonald donnent leur accord pour vendre les droits de leur entreprise à Kroc pour un montant de 2,7 millions de dollars, que Kroc avait obtenu de plusieurs investisseurs (dont l’université de Princeton). S'endettant sur trois décennies, il rachète les parts des deux frères, emprunt qu'il rembourse finalement en moins de dix ans. Le contrat de cession autorise les deux frères à conserver leur commerce d’origine, mais ils perdent en contrepartie le droit d’afficher le nom McDonald's. Il fut donc renommé The Big M, et resta ouvert jusqu’à ce que Kroc ouvre un McDonald's juste dans la rue située au nord. Si les frères avaient conservé l’accord précédent qui leur offrait 0,5 % des revenus annuels de la chaîne, ils auraient aujourd’hui cumulé avec leurs familles plus de 100 millions de dollars par an. 
L’un des points forts du marketing de Kroc fut sa décision de vendre les hamburgers McDonald's aux familles et aux enfants. Un franchisé de Washington commandita un spectacle pour enfants baptisé Bozo's Circus. Bozo était un personnage franchisé, joué à Los Angeles par Willard Scott. Après que le spectacle fut annulé, Goldstein embaucha Scott pour représenter la nouvelle mascotte de McDonald's, Ronald McDonald dans les trois premières publicités télévisuelles incluant le personnage. Le personnage sera finalement diffusé sur le reste des États-Unis par une campagne de publicité. Bien que plus tard, il fut décidé qu’à la fois Scott et son costume d’origine étaient peu convenables pour le rôle. Une troupe entière de personnages issus du McDonaldland fut développée.
En 1963, le sandwich filet de poisson (Filet-O-Fish) est proposé pour la première fois à Cincinnati, dans un restaurant situé dans un quartier à dominance catholique qui pratique l’abstinence les vendredis. Ce fut le premier ajout au menu d’origine, qui devint national l’année suivante, avec des poissons fournis par Gorton's of Gloucester. La société McDonald's entre en Bourse deux ans après en 1965. Le premier McDonald's en dehors des États-Unis ouvre à Richmond en Colombie-Britannique, au Canada dès 1967. Par ailleurs, le projet d’établissement, pour la chaîne, s'ouvre dans un bâtiment en propre, avec un toit à mansarde et des places à l’intérieur est présenté. En 1968, le Big Mac, similaire au hamburger Big Boy, et le chausson aux pommes sont mis en vente. Ils seront suivis de près par l’Egg McMuffin (Œuf McMuffin au Canada).

### Internationalisation

L'implantation chronologique de McDonald's dans le monde.

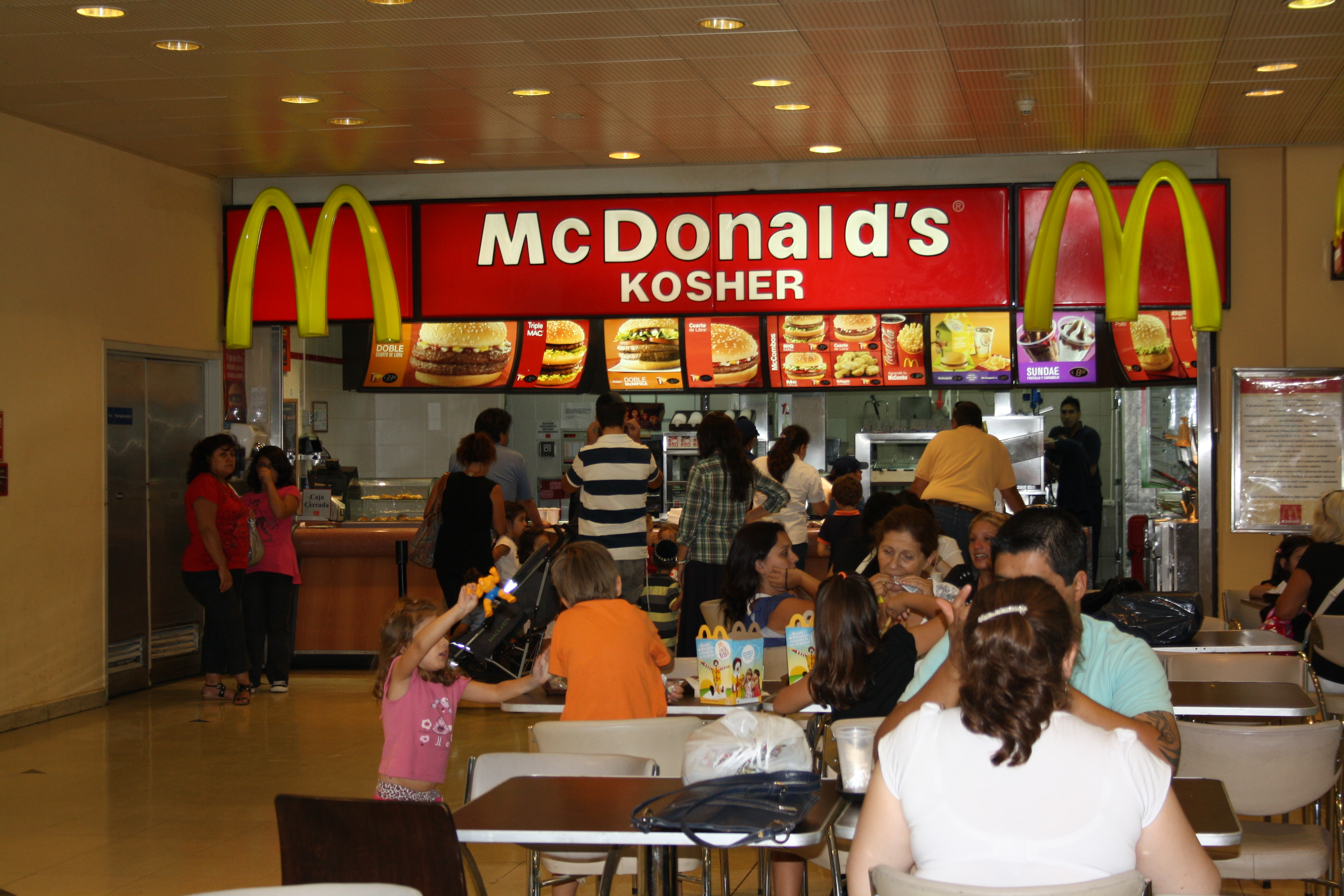
McDonald's casher à Buenos Aires en 2011.

Au début des années 1970, après avoir changé de propriétaires en 1968, le restaurant d’origine Big M ferme ses portes. Il est démoli en 1970 laissant seulement une partie de l’enseigne qui fut depuis restaurée. Les années suivantes ont marqué l'ouverture du restaurant dans de nombreux pays. Le premier McDonald's ouvre au Costa Rica le 28 décembre 1970 et au Panama le 1er septembre 1970. En 1971, un restaurant est ouvert au Japon. En Europe, le premier restaurant du nom s'ouvre aux Pays-Bas à Zaandam (près d’Amsterdam) le 20 août 1971 (le premier franchisé se nommant Ahold) et en Allemagne le 22 novembre 1971. C’est le premier à vendre de l’alcool, comme il propose de la bière. Le premier McDonald's ouvre en Suède, dans Kungsgatan à Stockholm le 27 octobre 1973. Le 1er octobre 1974, le premier McDonald's ouvre au Royaume-Uni à Woolwich, dans le sud-est de Londres. C’est le 3 000e restaurant de cette société. 1977, ouverture du premier McDonald's en Irlande le 9 mai 1977, dans O'Connell Street (principale avenue de Dublin) et en Autriche le 21 juillet 1977.

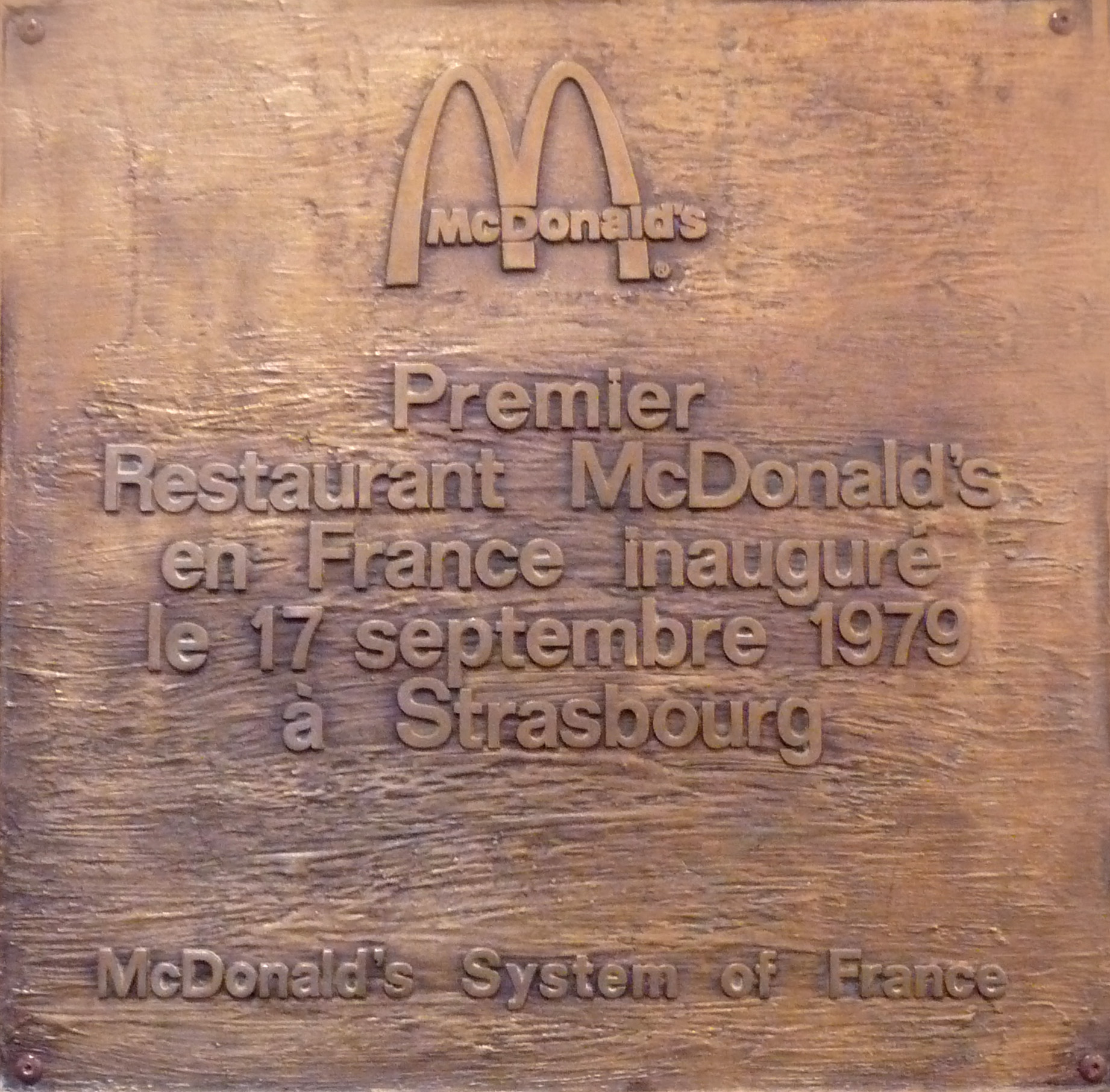
Une plaque commémorant l'inauguration du premier McDonald's français (place des Halles, Strasbourg, 1979).

Dans les pays ou territoires francophones, le premier McDonald's québécois ouvre ses portes à Montréal en 1972 ; au cours des 18 mois qui suivent, une nouvelle franchise ouvre ses portes chaque mois au Québec.
En France, ne se voyant aucun avenir au pays de la gastronomie, McDonalds signe en 1971 à Raymond Dayan (un homme d'affaires français résident aux États-Unis) un contrat de franchise pour 30 ans à des conditions très avantageuses. C’est ainsi que le premier McDonald's s'ouvre en France le 30 juin 1972 à Créteil situé sur l'avenue de la brèche. La France est ainsi le neuvième pays où McDonald's s’installe, Dayan ouvrant bientôt 14 restaurants. Après quelques années, McDonald's réalise son erreur, et propose à Raymond Dayan de lui racheter ses restaurants. Ce dernier refuse, si bien que McDonald invoque le non-respect de ses règles d'hygiène et engage une action judiciaire pour mettre fin à la licence. Dayan gagne le procès en première instance, mais perd en appel au Tribunal de Chicago en 1982. Il doit rebaptiser ses 14 restaurants O'Kitch en décembre 1982 alors que la firme américaine ouvre en pleine bataille judiciaire son restaurant à Strasbourg le 17 septembre 1979.
Entre-temps, en 1973, le Quarter Pounder (Royal Cheese en France, Quart de livre au Canada) est proposé. En Suisse, le premier restaurant ouvre le 20 octobre 1976 à Genève dans la rue du Mont-Blanc, près de la Gare. En Belgique, ouverture du premier McDonald's le 21 mars 1978.
En Amérique du sud, le premier McDonald's est ouvert le 20 juillet 1972 au Salvador. Deux ans plus tard, le premier McDonald's au Guatemala ouvre le 6 juin 1974. Le 13 février 1979, le premier McDonald's ouvre ses portes au Brésil. En Océanie, le premier McDonald's australien ouvre à Sydney le 30 décembre 1971 dans le quartier de Yagoona. Il est suivi du premier restaurant installé en Nouvelle-Zélande le 7 juin 1976. En Asie, ouverture du premier McDonald's à Hong Kong le 8 janvier, aux Bahamas le 4 août, et au Nicaragua. C'est par ailleurs cette année que le principe du Drive In est proposé. Il fut plus tard appelé McDrive dans certains pays. À Singapour, ouverture du premier McDonald's le 20 octobre 1979.
Le Happy Meal (Joyeux Festin au Canada) fait ses débuts aux États-Unis en 1979.

### Mondialisation

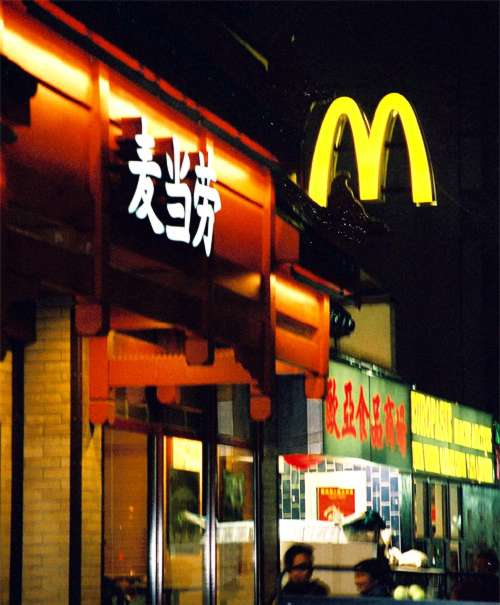
Enseigne du « M » jaune dans un quartier asiatique de Paris.

Au début des années 1980, McDonald's lance le sandwich McChicken (« MacPoulet » au Canada), c’est son premier produit à base de volaille. Il ne se vend pas et est retiré des menus, avant d'être relancé plus tard, après les Chicken McNuggets, sans faillir. Deux ans plus tard, le premier McDonald's ouvre en Malaisie.
En 1983, McDonald's lance les Chicken McNuggets (« McCroquettes » au Canada). 
Le 18 juillet 1984, un homme de 41 ans, James Huberty, rentre dans un établissement McDonald's à San Ysidro, Californie, avec une arme à feu ; il tue 21 personnes et en blesse 19 autres. La même année, la société est l'un des principaux commanditaires des Jeux olympiques d'été de 1984. Elle dépense beaucoup plus que prévu pendant les jeux avec son opération marketing « Quand les États-Unis gagnent, vous gagnez ! » (« If the U.S. wins, you win! »), offrant des repas gratuits dans ses restaurants à chaque médaille américaine ; n'ayant pu prévoir le boycott des jeux par les nations du bloc soviétique.
Cette année-là, Ray Kroc meurt : l'enseigne compte alors 8 300 établissements répartis dans 34 pays.

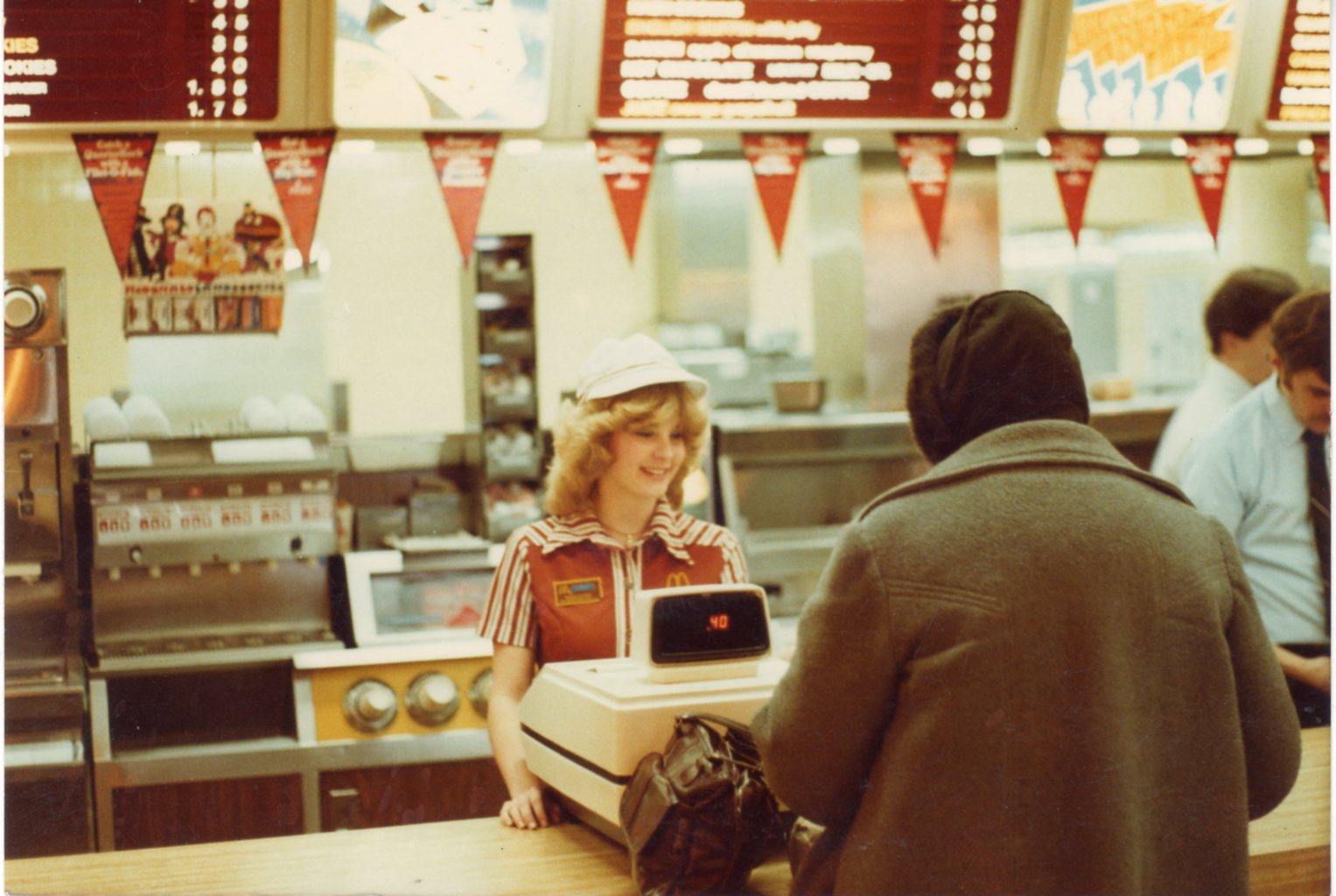
Une employée de McDo servant un client dans un restaurant du Comté de Spokane, dans les années 1980.

En 1985, McDonald's ouvre en Italie, dans la ville de Bolzano. Un établissement plus récent à Rome imposera de nouveaux standards pour les décors intérieurs. Un an plus tard, le premier McDonald's ouvre en Turquie, dans la ville d’Istanbul (quartier Taksim). Le premier ministre de Turquie, Turgut Özal, fait le déplacement pour l'inauguration. Deux ans plus tard, McDonald's ouvre dans un pays communiste, à Győr en Hongrie. Le restaurant de Belgrade en Yougoslavie ouvre plus tard la même année[réf. nécessaire].
En 1989, McDonald's ouvre en Écosse dans le quartier de Trongate à Glasgow[réf. nécessaire].

### Poursuite de la mondialisation

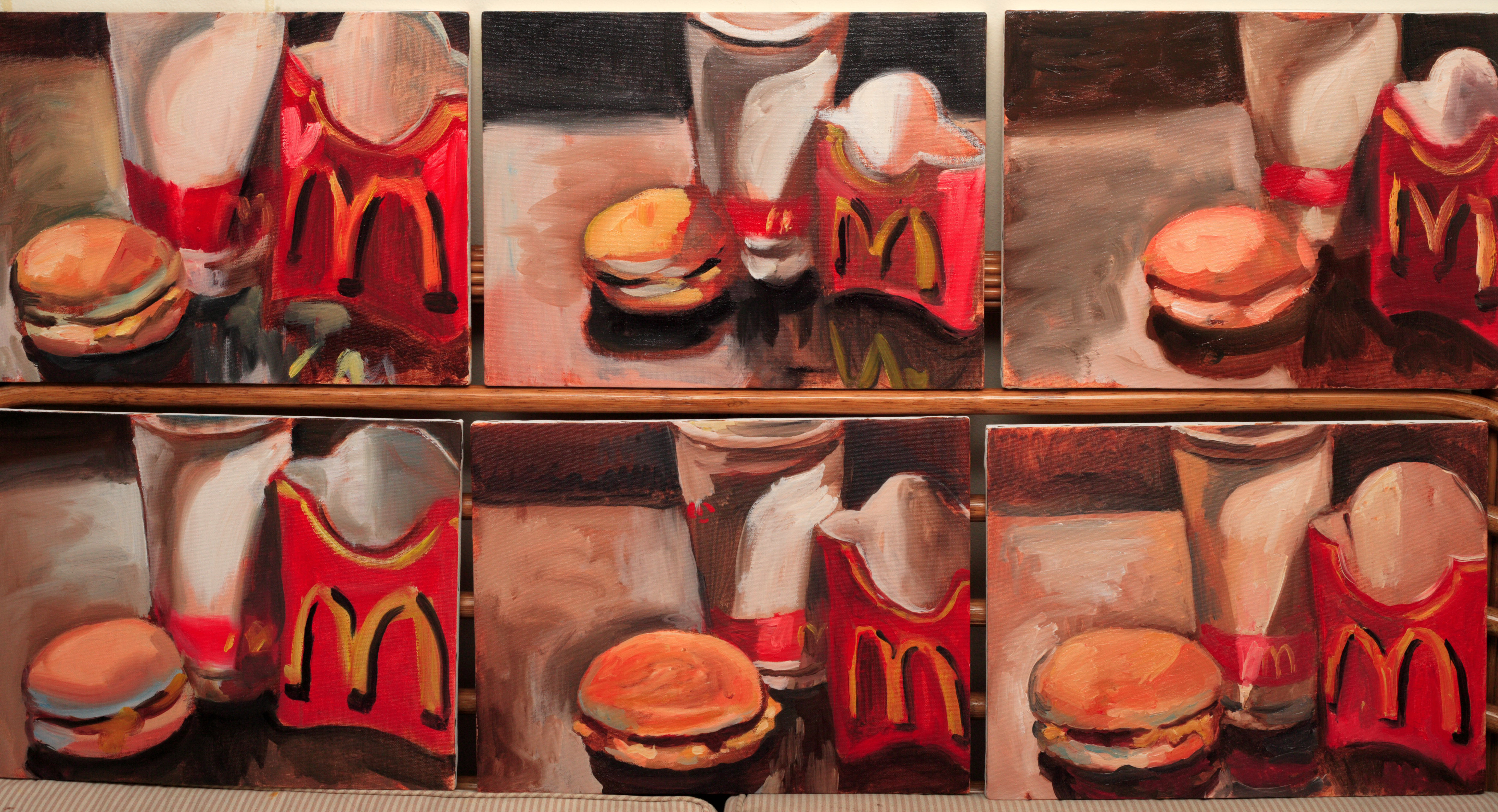
McDonald's vu par l’artiste Peter Klashorst.

Le 31 janvier 1990, le premier McDonald's d'Union soviétique (URSS) ouvre à Moscou. Cette ouverture est particulièrement remarquée, la chaîne étant vue comme un symbole du capitalisme. C'est alors le premier restaurant étranger de l'Union soviétique, il accueille 30 000 clients le jour de son inauguration. C’est l’un des plus imposants du monde. Pour des raisons politiques, son ouverture fut négociée par McDonald's Canada ; pour compenser les problèmes d’approvisionnement russes, la société créa sa propre chaîne de production, y compris les fermes. Cette même année marque le début de l’affaire McLibel à Londres, le plus long procès de l’histoire britannique.
En 1992, Stella Liebeck est brûlée au troisième degré par un café acheté à emporter dans un McDonald's. Elle poursuivit en justice la société.
Cette même année marque l'ouverture du premier restaurant McDonald's en Afrique, sur la Corniche de Casablanca, au Maroc.
Parallèlement, McDonald's diversifie son offre avec le McCafé en 1993, le McMorning pour le petit-déjeuner en 1996.
En 1995, McDonald's ouvre son premier restaurant en Afrique du Sud au mois de novembre[source secondaire nécessaire]. D'un autre côté, la société reçoit des plaintes provenant de ses franchisés se plaignant du trop grand nombre de franchises accordées. McDonald's commence à conduire des études de marchés avant d’accorder de nouvelles franchises[réf. nécessaire].
Au mois de mai 1996, la Walt Disney Company et McDonald's signent un contrat international d’exclusivité pour Disney des jouets proposés dans les Happy Meals (Joyeux festins au Canada). Après un procès de 314 jours (le procès le plus long de l’histoire anglaise), McDonald's gagne la première partie du procès McLibel contre des membres de l’association écologiste Greenpeace à Londres. L’image de McDonald's en ressort fortement entachée puisque le juge a déclaré à l’issue du verdict du procès que la multinationale « exploite les enfants » par ses méthodes de marché, que l’entreprise est responsable de « cruauté envers les animaux » et « empêche la création de syndicats ». De plus, le juge a dénoncé la politique de l’entreprise de payer des salaires toujours plus bas. Cela n'empêche pas l'entreprise d'ouvrir son premier restaurant en Ukraine, le 24 mai, sur l'artère la plus connue du pays : la Khrechtchatyk. L'Ukraine est le 102e pays où la marque s'installe. En 2012, McDonald's propose ses menus dans plus de 70 restaurants ukrainiens, principalement dans le centre et l'est du pays.
En 1999 en France, le syndicat agricole Confédération paysanne par l'entremise de M. José Bové et d’autres paysans français attirent l’attention internationale sur la malbouffe en démontant une sandwicherie franchisée de McDonald en cours d'assemblage à l'entrée de la petite ville de Millau (Aveyron). L’action fait suite à l'interdiction des importations en Europe par l’Union européenne des viandes américaines issues de vaches élevées aux hormones de croissance. En signe de rétorsion, les États-Unis augmentent les frais de douane des fromages au lait cru français, dont le célèbre roquefort, ainsi que d’autres produits européens. José Bové fut condamné à trois mois de prison pour son rôle dans cette action symbolique.
En réaction, McDonald's France adopte dans les années 2000-2010 une nouvelle stratégie pour mieux s'adapter au marché hexagonal : aliments qui « font français dans [la] recette » des sandwichs (fromage à raclette, bœuf charolais, croque-monsieur, etc.), réorganisation des lieux de vente pour les présenter comme des restaurants, modernisation de l'image ou encore présence au salon de l'Agriculture à partir de 2001 (insistant notamment sur la provenance majoritairement française des produits vendus). Au fil des années, ce virage est adopté par la marque à l'international : le slogan « Venez comme vous êtes » est ainsi repris sous la forme « Come as you are » et Denis Hennequin, responsable de cette stratégie française, est promu à la tête de la division Europe de McDonald's.
Le 8 février 2014, Mc Donald's ouvrait son premier restaurant au Vietnam à Hô-Chi-Minh-Ville.
À la fin de 2015 environ 83 % des 36 525 restaurants McDonald's dans le monde (119 pays) sont franchisés (30 081 franchisés).

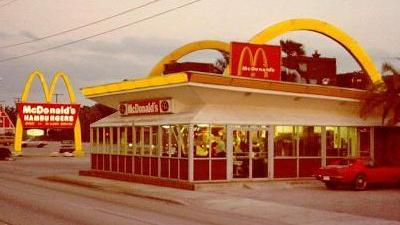
Un restaurant à Tampa, Floride, en 1979.

### Progression en chiffre d'affaires

Happy meal (joyeux festins), un produit destiné aux enfants.

Au début de l'année 2000, Eric Schlosser publie Fast Food Nation, un livre critique sur les restaurants rapides en général et McDonald’s en particulier. En Bretagne, plusieurs attentats visent des McDonald's, dont l’attentat de Quévert qui coûte la vie à une employée.
L'année suivante, le FBI annonce que des employés de Simon Worldwide, une société sous-traitante de McDonald's pour promouvoir les Happy Meals et les jeux 'Millionnaire'/'Monopoly', avaient dérobé des bulletins gagnants pour plus de 20 millions de dollars.
En 2002, McDonald's perd le procès contre un ancien franchisé, Bernard Collorafi[source secondaire nécessaire], mais ce dernier n’obtient aucune compensation. Un sondage dans Restaurants and Institutions Magazine classe McDonald's 15e pour la qualité de la nourriture dans les chaînes de hamburgers, soulignant l’échec de la société pour améliorer les standards dans son réseau de franchises. McDonald's publie sa première perte trimestrielle (344 millions de dollars) pour le dernier trimestre de l’année. C’est un résultat de la concurrence provenant des autres chaînes de restauration rapide.
L'année suivante en 2003, McDonald's entame une campagne de publicité mondiale qui vend une image meilleure pour la santé et de meilleure qualité. La campagne fut baptisée I'm lovin' it en référence au titre du même nom de Justin Timberlake, et fut lancée dans plus de 100 pays simultanément. Selon Technomic, une société d’études de marché, les parts de marché de McDonald's aux États-Unis sont tombées en cinq ans de 30 % à 15,2 %[réf. nécessaire]. Plus tard, la société annonce à nouveau une perte de 126 millions de dollars pour le quatrième trimestre.
Morgan Spurlock produit le film documentaire Super Size Me en 2004 dans lequel il ne mange que de la nourriture McDonald's durant 30 jours. Le film montre que ce sera au détriment de sa santé. Le titre est tiré d’une option de menu disponible aux États-Unis (un menu venant en trois « tailles » : petit, moyen et grand), qui fut rapidement retiré de l’offre. Il est très probable que ce retrait ait été influencé par les retombées médiatiques de Super Size Me[réf. nécessaire].

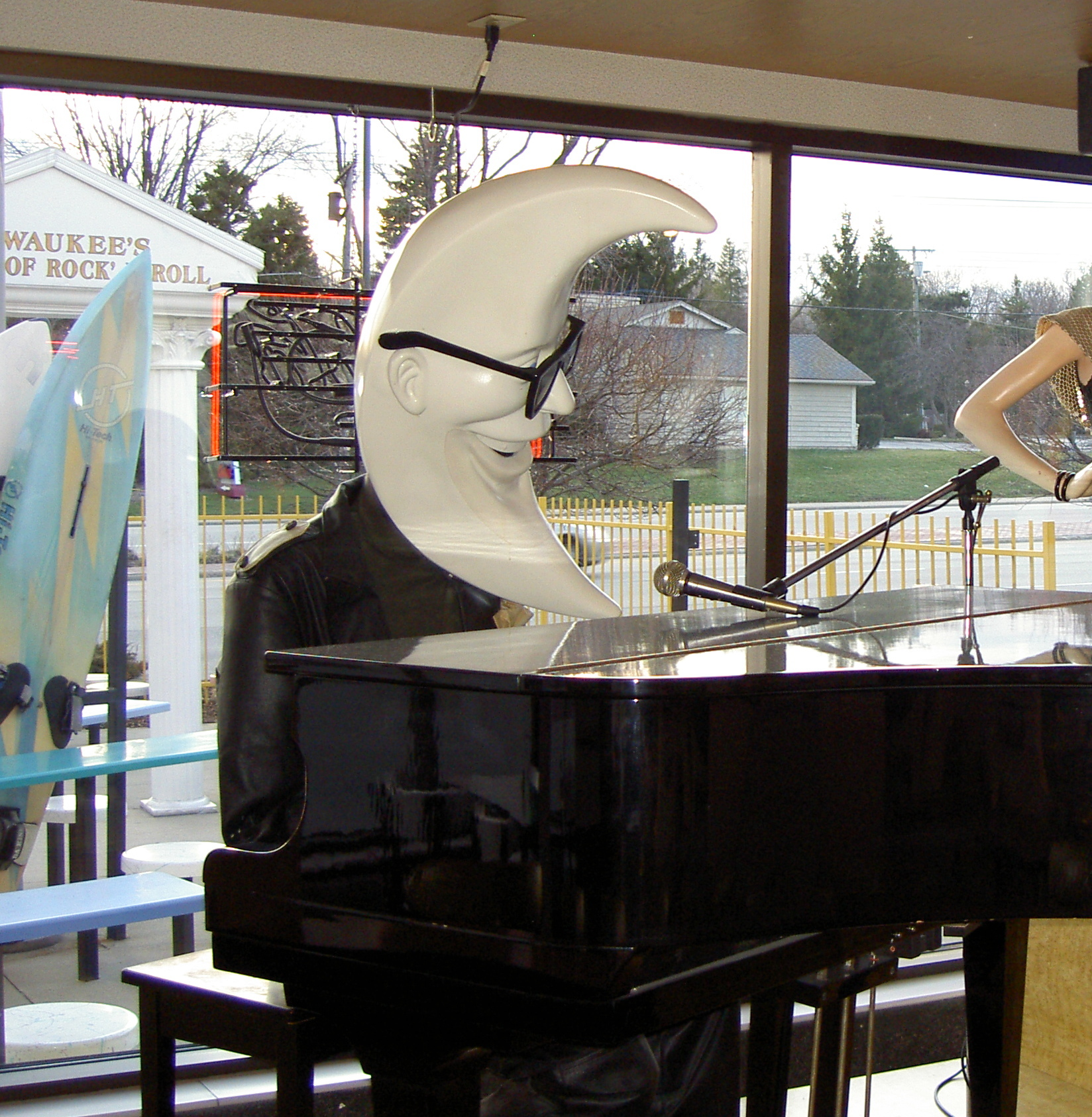
Animatronique du personnage Mac Tonight chez McDonald's à Greenfield (Wisconsin) en 2006.

McDonald's célèbre son 50e anniversaire en 2005, 65 ans après l’ouverture par les frères McDonald de leur premier restaurant rapide. Le 15 février, McDonald's perd la deuxième partie du procès McLibel devant la Cour européenne des droits de l'homme à Strasbourg. En effet, après avoir perdu le premier procès en 1997, Helen Steel et Dave Morris (deux membres de Greenpeace), ont décidé de ne pas payer l’amende qui leur avait été imposée (60 000 £ de dommages et intérêts à payer à McDonald's, somme réduite à 40 000 £ en appel). Au lieu de ça, ils ont décidé de faire appel à la Cour Européenne des Droits de l’Homme à Strasbourg revendiquant que les lois de diffamation anglaises jouaient lourdement en faveur d’entreprises comme McDonald’s. Mark Stephens, l’avocat des plaignants a déclaré : « La Cour Européenne des Droits de l’Homme a considéré que des violations des droits de l’homme avaient été commises à leur encontre — qu’il y avait eu une iniquité procédurale dans l’affaire et que les procédures adoptées n’étaient pas équitables. » Après 15 années de procédures judiciaires et de battages médiatiques, l’affaire a coûté environ 15 millions d’euros au géant de la restauration rapide et a été décrit comme « le plus grand désastre de l’histoire quant aux relations publiques pour une société ».
Au mois de mars 2006 entame la campagne de la coalition des travailleurs Immokalee, appelé aussi le CIW (Coalition of Immokalee Workers). Ce groupe d’ouvriers agricoles de la Floride du Sud réclame un respect des droits du travail de la part de la compagnie.
Le 9 mai 2006, la société Disney a annoncé qu’elle ne renouvelait pas son contrat international avec McDonald's.
En novembre sort le film Fast Food Nation réalisé par Richard Linklater et Eric Schlosser, une forte critique de l’industrie de la restauration rapide. Dans le film, la compagnie fictive Mickey's est largement inspirée de la compagnie McDonald's.
En 2007, McDonald's du Canada célèbre son 40e anniversaire.
2008 : le 8 avril, McDonald's du Canada révise son menu. Certains sandwichs sont retirés, d’autres sont modifiés et de nouveaux produits de luxe apparaissent. En France, une campagne de publicité est lancée : « Venez comme vous êtes », une traduction littérale de Come as you are, un succès du groupe de musique Nirvana. Une enseignante-chercheuse écrit un article titré : « Le roi du standardisé s'empare de la diversité ».
En 2009, McDonald's se retire de l'Islande, l'importation des hamburgers y devient trop chère et les profits n'ont jamais été aussi bas à la suite de la baisse considérable de la monnaie nationale, la couronne islandaise,,, les restaurants rapides sont transformés sous l'enseigne locale Metro. Cette même année, McDonald's a environ 13 000 restaurants rapides aux États-Unis, soit un restaurant rapide pour 23 000 habitants.

### Années 2010
En décembre 2010 en Chine, McDonald's a 1 100 lieux de vente.
En mars 2011 en Inde, McDonald's a 160 restaurants. McDonald's a 1,7 million de salariés dans le monde. En France métropolitaine, il y a un McDonald's pour 54 000 habitants. Dans le monde, le résultat net grimpe de 11 % à 5,5 milliards de dollars et un CA en progrès de 12 % à 27 milliards. En France, le CA s'élève de 7,5 % à 4,19 milliards d'euros (d'environ + 5 % à base comparable). McDonald's achète plus de 50 000 tonnes de steak haché de bœuf à McKey dans le Loiret dont 2 000 tonnes de charolais, issue de plus de 40 000 éleveurs. 36 087 tonnes de blé. Plus de 230 000 tonnes de pommes de terre issues de la Marne de McCain Foods et 17 641 tonnes de salade de Bakkvör.
En 2012, McDonald's construit le plus grand de ses restaurants avec 1 500 places assises pour les Jeux olympiques à Londres. Ce restaurant reste en service six semaines, car il est par la suite démonté. 14 000 restaurants aux États-Unis dont 27 sont dans des hôpitaux. En février 2012 en Chine, McDonald's a 1 400 points de vente dont 36 restaurants franchisés.
Le 14 février 2012, signature d'un contrat à prix bloqué sur 3 ans avec les coopératives et meuneries françaises à partir de la récolte 2012. L'achat concerne 8 500 tonnes de blé panifiable (180 €/tonne au départ de la coopérative et 235 €/tonnes pour un blé très protéiné).
À partir de 2013 se développe le « made for you » en France afin d'augmenter la qualité des produits et de réduire les pertes de nourritures. En 2002, les États-Unis ont la totalité des McDonald's made for you. Les cuisines « fait pour vous » n'ont pas de burgers en attente au chaud. Les produits sont préparés dès que la commande est validée.
Le 15 novembre 2013, au moins trois postes en contrat emplois d'avenir sont diffusés sur Pôle emploi[source secondaire nécessaire] alors que McDonald's avait d'abord refusé les contrats subventionnés par l'État à 35 % du salaire brut.
À partir du milieu de l'année 2015, McDonald's propose un service de livraison à domicile, disponible dans 88 établissements, tous répartis au sein de trois quartiers de la ville de New York : Manhattan, Brooklyn et le Queen's. Un service de livraison était déjà plus ou moins établi en Asie.
En janvier 2017, McDonald's annonce la vente de ses activités en Chine aux fonds CITIC et Carlyle Group pour 2,1 milliards de dollars, McDonald's garde une participation de 20 % dans sa filiale locale, qui devient ainsi son franchisé,.
En août 2017, McDonald's est contraint de fermer 40 % de ses restaurants en Inde à la suite d'un désaccord avec son principal franchisé.
En France, le 10 octobre 2017, le burger végétarien est une première. Le « Grand Veggie » a une galette panée de légumes à l’emmental (carottes, salsifis). Le burger à la sauce au pesto rouge a du chou rouge et blanc, des jeunes pousses d'épinard, de salade et de roquette, et 2 rondelles de tomates. Quelques graines de courge, de sésame et de pavot sont sur le pain.
Le 27 février 2018, McDonald's reprend un partenariat avec Disney pour les jouets des Happy Meals pour Les Indestructibles 2, presque 10 ans après leur contrat décennal des années 1990,.

## Actionnaires
Liste des principaux actionnaires au 30 juin 2024 :
| The Vanguard Group            | 9,69% |
| BlackRock                     | 7,00% |
| State Street Corporation      | 4,83% |
| JP Morgan Chase               | 2,56% |
| Geode Capital Management      | 2,19% |
| Wellington Management Company | 2,08% |
| Bank of America               | 1,87% |
| Morgan Stanley                | 1,87% |
| Banque centrale de Norvège    | 1,27% |
| The Capital Group Companies   | 1,22% |

## Présence dans le monde

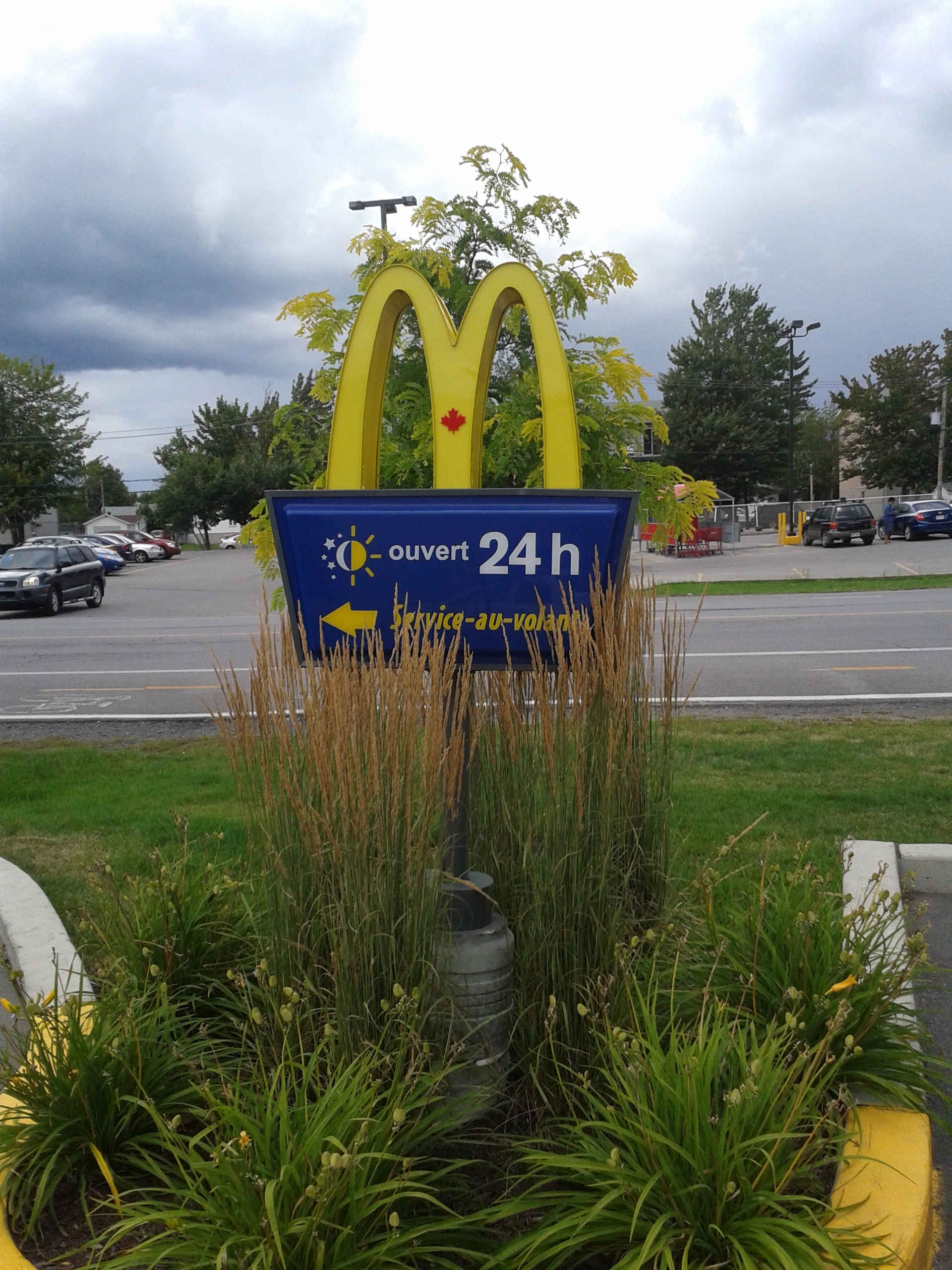
Entrée d'un « service-au-volant » canadien.

L’entreprise McDonald's est une multinationale qui possède, fin 2014, 36 258 réseaux commerciaux rapides (restaurants rapides) sous la marque McDonald's, dans 119 pays, dont 7 855 en Europe et 14 350 aux États-Unis. L’entreprise possède ou a des participations dans d’autres chaînes de restaurants, comme Aroma Café, Boston Market, Chipotle Mexican Grill, Donatos Pizza (depuis décembre 2003) et Pret A Manger.
Les revenus pour 2001 étaient de 14,87 milliards de dollars, avec un revenu net de 1,64 milliard de dollars. Près d'un employé sur huit aux États-Unis a travaillé une fois dans sa vie au sein de l'entreprise McDonald's.
Dans tous les pays où McDonald's est établi, il dispose du plus grand nombre d'établissements de restauration rapide dans le pays à l'exception du Canada, de la Belgique et des Philippines. En effet, au Canada Tim Hortons dispose de plus de 3 000 restaurants contre 1 400 pour McDonald's. Quant à la Belgique, Quick commença son implantation avant McDonald's ; il en résulte 96 Quick pour 65 McDonald's[Quand ?]. Aux Philippines Jollibee la chaîne locale dispose de 1 150 établissements en 2019 contre 655 pour McDonald's en 2020.

En réponse à cette expansion, a été voté en Russie en 2004 une loi pour restreindre le nombre de restaurants rapides sur le territoire et pour fermer ceux qui se situent sur des lieux touristiques, selon Moscou pour « remettre en valeur le patrimoine architectural »[source secondaire nécessaire]. Ailleurs, par exemple, une demande de création d'un restaurant McDonald's sur la place du Tertre, à Paris, a été refusée[source secondaire nécessaire].

Façade du restaurant McDonald's Maârif à Casablanca le 31 décembre 2022

A contrario, McDonald's a entamé depuis le milieu des années 1990 une « régionalisation » de ses restaurants (dont ses franchises) de par le monde. Des spécialités culinaires « dans le respect de la culture et des attentes du pays en question » ont ainsi été proposées. Pourtant, certaines devantures arborent une inspiration architecturale contrastant avec les ambiances locales : les années 1950 aux États-Unis, le far-west (à Toulouse-Balma), le théâtre italien (celui de Disney Village), temple chinois (celui de Paris 13e), Riad (à Marrakech).
Fin 2015, l'entreprise comptait 36 525 restaurants à travers le monde.
Le McDonald's le plus haut sur Terre (3 600 mètres) était à La Paz, en Bolivie, mais est aujourd'hui fermé. Le plus bas (-396 m) est ouvert en Israël dans le village de Ein Bokek près de la mer Morte. Ces implantations extrêmes valent à McDonald's la phrase suivante, librement inspirée de celle qualifiant l'Empire britannique à son apogée : « Le soleil ne se couche jamais sur les Golden Arches » (« The sun never sets on the Golden Arches »)[source secondaire nécessaire].
Le plus vaste McDonald's du monde est situé à Orlando, en Floride, sur la route menant à Walt Disney World Resort : International Drive[source secondaire nécessaire]. Il a 117  places de parking. La surface du terrain fait 1,07 ha dont 1 320 m2 couvert (380 m2 : 3 niveaux, 440 m2 : 2 niveaux et 500 m2 : 1 niveau)[source secondaire nécessaire].

### En France
Fin 2018, la France compte 1 464 restaurants répartis dans 1148 communes qui servent chaque jour 1,8 million de repas. La France est l'un des marchés les plus dynamiques : en 2018, l'enseigne a réalisé 5,1 milliards d'euros hors taxes de ventes totales. « McDo », selon l'appellation commune, voit passer plus de 1,8 million de clients par jour. Selon la campagne publicitaire de juillet 2007, plus de 200 restaurants sont équipés de Wi-Fi, plus de 700 restaurants sont équipés de McDrive, plus de 900 restaurants sont climatisés, et 70 % des restaurants ouvrent jusqu'à 23 h au moins. En 2011, la France est le pays le plus rentable du monde après les États-Unis, et le restaurant réalisant le plus gros CA du monde se trouve à Marne-la-Vallée, en Seine-et-Marne dans la zone commerciale Disney Village. Son CA dépasse celui situé sur les Champs-Élysées qui était auparavant le gros volume d'affaires avec près de 25 millions d'euros par an fin 2011. McDonald's revendique le titre de premier recruteur, avec 32 015 personnes recrutées en 2018.
En France, avant mi-2013, au moins la moitié des restaurants propose le service à table avec la présence de personnels et de bornes automatiques de commandes. L'avantage pour le client étant l'absence d'attente en heure de pointe bien que les 70 % du CA soient réalisés sur cette même plage horaire de 4 heures par jour (rush du midi et du soir). Pour un service optimum, le lobby est divisé en plusieurs zones que le client peut choisir.
En février 2012 est mis en place la commande en ligne appelée « GoMcDo ». Une trentaine de restaurants en France servent des commandes prises à partir de 10 h 00 et pré-payées (PayPal et carte de paiement) via internet par ordinateur ou smartphone. Une fois pré-payée, la commande ne peut être modifiée, mais peut être annulée[source secondaire nécessaire]. Avant 23 h 00, le client doit se présenter à un restaurant McDonald's et valider sa commande à l'une des bornes de commande ou borne « Easy Check-In » situées à l'intérieur du restaurant (ou pour certains restaurants, à l'extérieur, au CEL Drive[source secondaire nécessaire]), le système déclenche le paiement et la préparation de la commande. Passé 23 h 00, si le client ne s'est pas présenté, la commande est annulée et le client n'est pas débité. 
 Au début de 2014, 95 % du réseau propose ce service. La commande en ligne GoMcDo permet une réduction de la surface des comptoirs.
En 2013, il faut en moyenne 17 semaines entre le début des travaux et l'ouverture du restaurant. Le record est de 12 semaines (avenue Alexandre Marqui à Lourdes).
Le premier restaurant ouvre en 1972 à Créteil dans la banlieue parisienne, franchisé par Raymond Dayan, puis un restaurant ouvre en septembre 1979 à Strasbourg (1975 : 253 384 habitants) puis ouverture dans des communes de moins en moins peuplées : 2012 à Jonzac (2011 : 3 491 habitants), 2012 en face de l'aire, A75, de la Lozère, à Albaret-Sainte-Marie, (2012 : 569 habitants), 2013 à Notre-Dame-de-Sanilhac (2011 : 3 089 habitants) et 2014 à La Queue-les-Yvelines (2011 : 2 164 habitants). La Métropole a 64,03 millions d’habitants au 1 janvier 2014 pour 1 298 McDonald's au 31 décembre 2013 soit une moyenne d’un restaurant pour 49 328 habitants. La Métropole a 65,10 millions d’habitants au 1 janvier 2019 pour 1 464 McDonald's au 31 décembre 2018 soit une moyenne d’un restaurant pour 44 465 habitants. Donc, la Métropole a vu un rythme moyen de plus un restaurant tous les 11,00 jours ou plus 33,2 restaurants par an du 31 décembre 2013 au 31 décembre 2018. L'entreprise gagne 5 restaurants entre le 31 décembre 2019 au 31 décembre 2020.

## Alimentation

### Nourriture servie

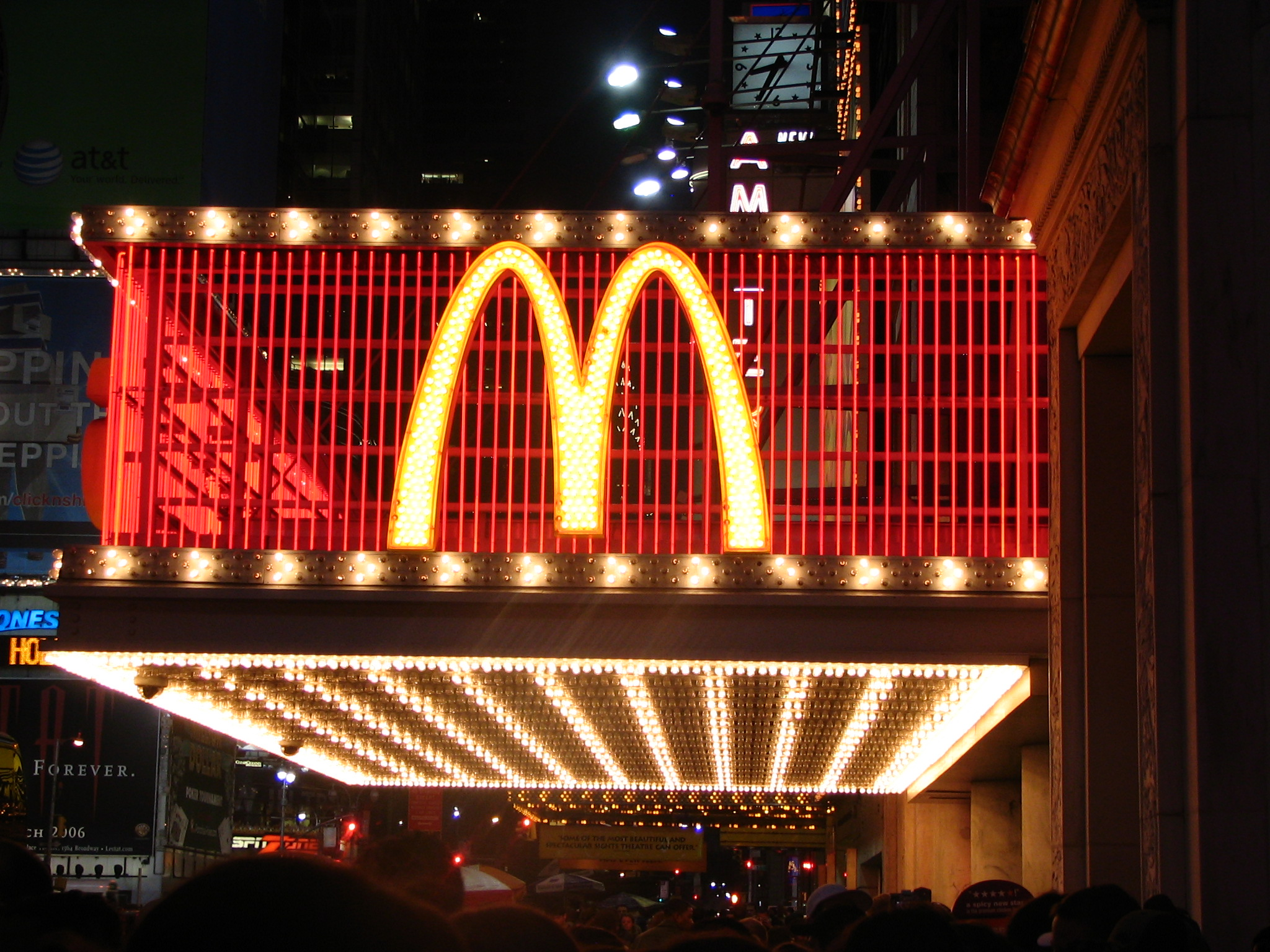
L’enseigne lumineuse en marquise McDonald's sur Broadway.

Sont proposés dans cette chaîne : des hamburgers (sandwichs ronds comme le pan-bagnat, mais utilisant un pain sucré), des pommes de terre frites, salades, morceaux de poulet panés, divers sodas. Conscient de cette critique et soucieux de sa popularité, McDonald's essaie de diversifier son menu en proposant des salades et des fruits,.
Au Maroc, à chaque Ramadan, McDonald’s sert un menu spécial f’tour : harira (soupe marocaine), lait, dattes ainsi qu’un Big Mac. Le McArabia (sandwich à base de pain pita et de viande (poulet grillé ou kefta grillé (très apprécié par les Marocains pour sa viande épicée)) et le Mc Arabia Tagine y sont vendus toute l'année. Alors qu'au Canada, McDonald's propose le populaire plat de poutine,.  
En 2013, selon McDonald's France, leurs pains se composent de :
- Farine de blé, eau, sucre (dont Dextrose), gluten, huile de colza, levures, sel, graines de sésame ;
- Additif alimentaire : E 472e (esters monoacétyltartriques et diacéthyltartriques des mono- et diglycérides d’acides gras), E282 (Propionate de calcium), E300 (Tocophérols, Extraits riches en vitamine E), E471 (Mono et diglycérides d’acides gras), enzymes[89]. Néanmoins en 2010, la compagnie McDonald's (et non sa filiale France) avait partagée une composition des pains BigMac différente[90].

### Origine des matières premières
Les fournisseurs historiques de McDonald's aux États-Unis se sont implantés en Europe en même temps que la chaîne de restaurants, bâtissant un tissu industriel capable de répondre à ses exigences : Keystone pour la viande transformée, East Balt pour les pains, McCain pour les frites, et Cargill pour la volaille. L'enseigne s'approvisionne également auprès de quelques fournisseurs locaux, pour les sauces ou pour l'équipement des restaurants. Dans d'autres pays européens[Lesquels ?], les fournisseurs locaux de produits alimentaires constituent en très grande partie[réf. nécessaire] de l'approvisionnement des restaurants de McDonald's.
En France, en 2018, de manière générale, ce sont environ 10 entreprises principales qui se partagent la production des matières premières utilisées par McDonald's en France.

### Composition des frites
Le mardi 20 janvier 2015, McDonald's dévoile dans une vidéo diffusée sur internet la recette de ses frites vendues aux États-Unis. Les frites américaines de McDonald's sont composés de 19 ingrédients dont le principal reste la pomme de terre. Cependant, des ingrédients sont ajoutés pour rendre un goût unique aux frites McDonald's comme le dimethylpolysiloxane (ou E900), un silicone qui évite que l’huile ne mousse au moment de la cuisson. Selon Santé Magazine, le dimethylpolysiloxane est toxique en grande quantité. Le pyrophosphate de sodium, un cristallin incolore transparent peu toxique et irritant. On trouve aussi du butylhydroquinone tertiaire, un composé dérivé du pétrole qui est toxique et peu biodégradable ainsi que de l'arôme naturel de bœuf.
En France, l'huile de cuisson contient, comme aux États-Unis, du polydiméthylsiloxane (E900) ainsi que du pyrophosphate de sodium (E450). Du dextrose peut être ponctuellement ajouté. Selon McDonald's, aucun agent de saveur, arôme artificiel ou additif d’origine animale n’est ajouté à la préparation des frites.

## Identité visuelle
Le logo McDonald's dit des « arches dorées » (Golden Arches) est créé en 1962 par Jim Schindler alors responsable de l'ingénierie de conception à McDonald's. Il s'inspire des deux arches jaunes de la façade du tout premier restaurant McDonald's réalisé par l'architecte Stanley Meston à Phoenix. Jim Schindler rassemble les deux arches pour en faire un « M ». Aux États-Unis de 1968 à 2006, le nom de la chaîne écrit en blanc est ajouté dans un encadré rouge, puis il est simplifié.
McDonald's France fait le choix à partir de 2009 de changer son image en intégrant le logo dans un encadré vert foncé pour un ton « développement durable ». Cette nouvelle formule est une réussite marketing, en cours de généralisation en Europe.

Logo de 1968 à 2006, utilisé à travers le monde.
Logo depuis 2007, utilisé en Europe.
Logo sans fond rouge utilisé depuis les années 2010.
Logo sans fond rouge utilisé depuis les années 2010 (Canada).

## Autour de McDonald’s

### Terminologie
| Nom aux États-Unis          | Nom en France et en Suisse | Nom au Canada francophone   |
| --------------------------- | -------------------------- | --------------------------- |
| Big Mac (le plus connu)     | Big Mac                    | Big Mac                     |
| Big N' Tasty                | Big Tasty                  | N'existe plus               |
| Chicken McNuggets           | Nuggets                    | McCroquettes                |
| Filet-O-Fish                | Filet-O-Fish               | Filet de poisson            |
| Happy Meal                  | Happy Meal                 | Joyeux festin               |
| McChicken                   | McChicken                  | MacPoulet                   |
| Quarter Pounder with cheese | Royal Cheese               | Quart de Livre avec Fromage |

### McJob

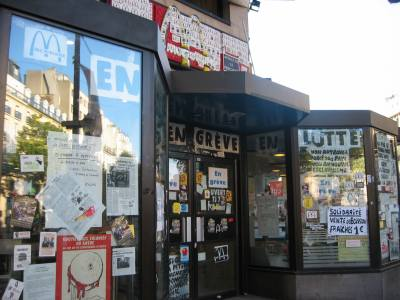
McDonald's en grève à Paris, en 2003.

Un autre aspect contesté est la possible précarité de l’emploi dans cette entreprise. Un mot dérivé, McJob, est utilisé par les anglophones pour parler des emplois les plus difficiles et mal payés. En 2007, McDonald's lance une pétition sur internet pour que le Oxford English Dictionary (dictionnaire de référence pour la langue anglaise) retire ce terme,.

### Vocabulaire
Étant d'origine américaine, les dirigeants des restaurants McDonald's imposent à leur personnel l'utilisation d'un large vocabulaire anglais, y compris dans les pays où l’anglais n’est pas parlé par la population, ce qui les met souvent en infraction avec la législation du travail de ces pays.

### Indice Big Mac
En 1986, The Economist a proposé l’utilisation de l’indice Big Mac pour estimer le niveau de vie des pays dans lesquels McDonald's est présent. Ce produit est, en effet, une constante dans les menus proposés dans les enseignes McDonald's et permet de rendre compte du pouvoir d’achat de la population.
En 2012, le prix du Big Mac est de 2 à 8 $. Il coûte 4,80 € (5 $) en France.

### Emplacement
La façade du 119 rue Saint-Lazare à Paris est classée « patrimoine des monuments historiques » depuis 1997.

## Controverses

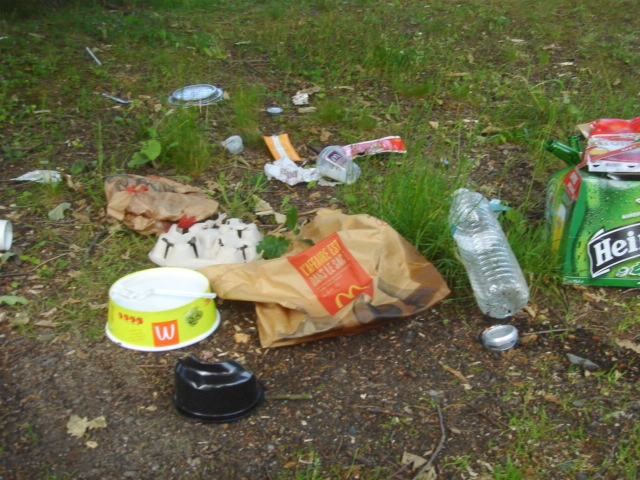
Des emballages McDonald's abandonnés dans la forêt de Saint-Germain-en-Laye (2009).

Les controverses touchant McDonald's sont de plusieurs ordres : elles portent soit sur les produits, soit sur l'entreprise multinationale, et sont diététiques, culturelles, esthétiques, environnementales, économiques, sociales et même politiques ; plusieurs néologismes sont apparus pour désigner ces nouveaux phénomènes : la « macdomination » du monde et la « McDonaldisation » de la société (Paul Ariès, George Ritzer).

### Hygiéniques
En 2012, le chef Jamie Oliver démontre que les parties grasses de la viande de bœuf sont « lavées » dans de l'ammoniac afin de tuer les pathogènes de type escherichia et les salmonelles, puis utilisées pour les hamburgers de l'enseigne. En août de la même année McDonald's annonce l'arrêt de son utilisation,.
L'enseigne a été touchée par des scandales alimentaires. Le 5 janvier 2015, les nuggets au poulet de McDonald's au Japon font scandale, à nouveau, après un retentissant problème sanitaire en 2014, avec la découverte d'un morceau de plastique dans ce mets. McDonald's a donné l'ordre à 3 100 de ses restaurants de ne pas proposer les nuggets provenant des mêmes chaînes de production. En Chine, McDonald's a été obligé d'arrêter toute importation et vente des produits à base de poulet, car la filiale Husi Food Company utilisait de la viande périmée.

### Culturelles et esthétiques
McDonald's est un symbole de la mondialisation et par conséquent l'objet de critiques portant sur la standardisation des modes de vie (ici l'alimentation) et sur la domination du style de vie, cosmopolite, post-moderne et consumériste,.

### Adversaires et restrictions aux frontières
Outre l’affaire McLibel, McDonald's est une cible des mouvements altermondialistes et du syndicat agricole français Confédération paysanne.
En France, le 12 août 1999, à l'entrée de la ville de Millau (Aveyron) dans la vallée du Tarn, McDonald's a fait l'objet d'une action militante initiée par la Confédération paysanne. Des paysans militants, dont le porte-parole de ce syndicat José Bové, ont démonté illégalement un établissement de la chaîne McDonald's en cours d'édification afin d’alerter l’opinion publique sur les mesures restrictives (par surtaxations douanières) des États-Unis envers des produits agroalimentaires français dont le fromage au lait cru roquefort en réaction au refus européen d'importer de la viande américaine de vache élevée aux hormones de croissance. Pour information, l’OMC s'était déclarée favorable à ces importations de viandes. Mcdonald's France avait alors lancé une vaste campagne publicitaire, insistant sur le fait que 88,9 % des produits Mcdonald's vendus en France sont achetés au sein de l’Union européenne. 45 % proviennent des éleveurs et cultivateurs français.[réf. nécessaire]

### Diététique
Une illustration des critiques liant les aspects sanitaires (diététiques) et marketing a eu lieu dans la municipalité californienne de San Francisco : celle-ci a prévu d'interdire en décembre 2011 les jouets gratuits inclus dans les menus pour enfants trop gras, trop salés et trop sucrés : « Pour avoir le droit d'offrir un jouet gratuit dans un menu, la limite sera fixée à 600 calories, 640 mg de sodium, 35 % de calories issues de graisses et 10 % de calories issues de graisses saturées. Par ailleurs, les menus devront comporter des portions significatives de fruits et de légumes. ». En effet, des élus argumentent que les jouets motivent largement l'achat de ces repas et reconnaissent implicitement que la nourriture de McDonald's peut être néfaste au niveau diététique. La composition des sandwichs est à elle seule une source de critique.[pourquoi ?]

### Environnementale

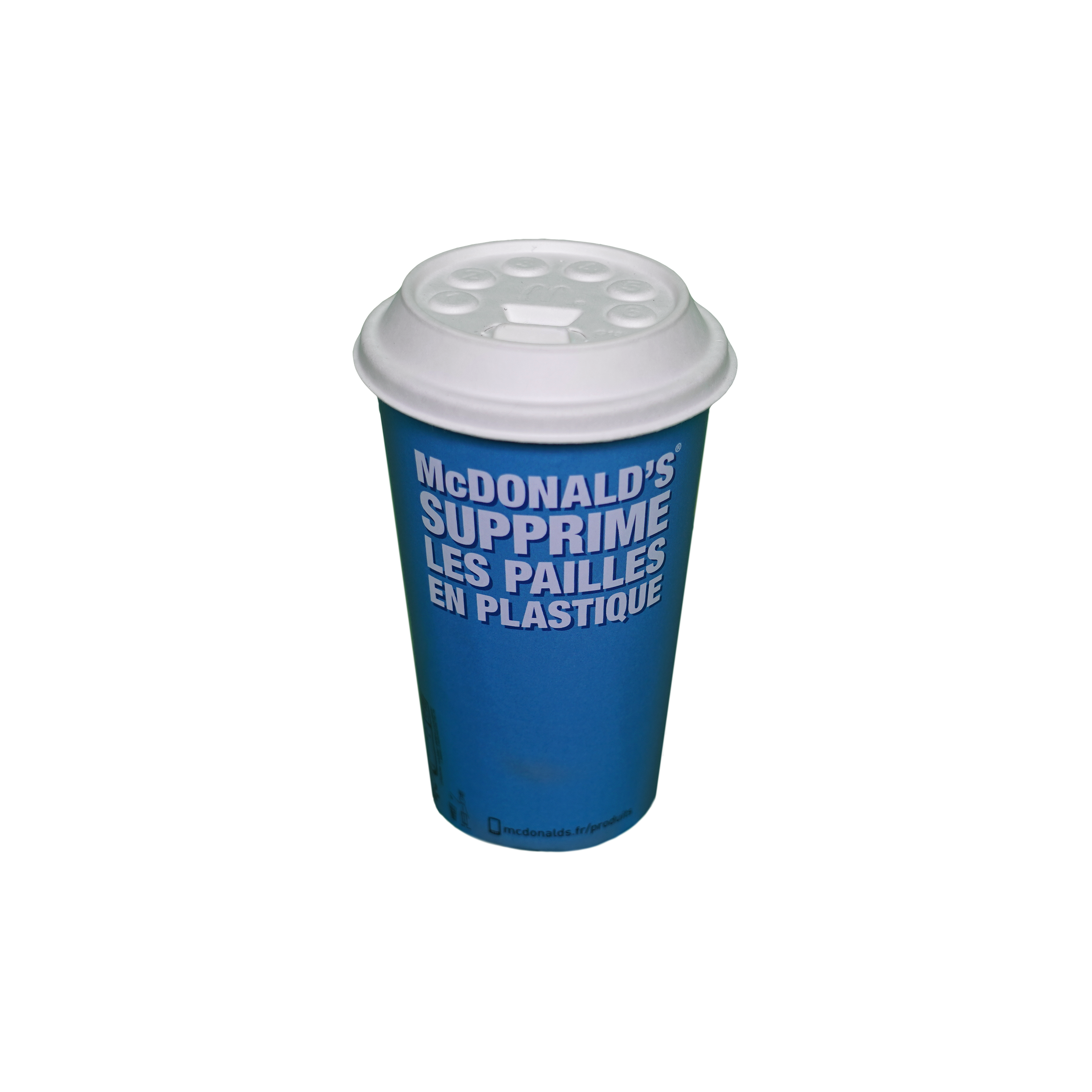
Les gobelets McDonald’s avec couvercle en fibres moulées de papier qui remplacent les pailles et les couvercles en plastique depuis le 18 novembre 2019, en France.

Le fait que les repas soient servis dans des emballages qui tiennent lieu de couvert jetable (boites, barquettes, gobelets, serviettes, pailles...) rend possible d'emporter et consommer n'importe où dans l'espace public et dans la nature où ils sont parfois abandonnés. De plus, la quantité d'emballage par client a tendance à augmenter (de 85,8 g par client en 2011 à 93 g en 2015 en Allemagne). Plus de 250 partenariats ont été signés entre les restaurants et les collectivités locales pour mutualiser les moyens de lutte contre l’abandon des emballages dans les rues et dans la nature[source secondaire nécessaire].
Conformément à une obligation légale en France, les huiles de friture usagées sont recyclées depuis 2004 en France.
À l'assemblée générale du 24 mai 2018, les actionnaires américains de McDonald's sont appelés à voter l'interdiction de l'utilisation des pailles en plastique. La chaîne de restauration rapide est par ailleurs épinglée par l'association Zero Waste France pour sa gestion des déchets : 80 millions de boites Happy Meal sont vendues en France chaque année et seulement 1/4 des déchets produits par les restaurants sont recyclés. Face aux pressions des associations écologistes, McDonald’s remplace au Royaume-Uni et en Irlande ses pailles en plastique par des pailles « écoresponsables » en papier. Pourtant, dans des notes internes divulguées dans la presse (The Sun), l’entreprise indique que ses nouvelles pailles devaient être jetées puis brûlées, car elles ne sont pas recyclables. Au Royaume-Uni, McDonald’s distribue 1,8 million de pailles chaque jour.
Se conformant à la législation européenne qui prévoit l’interdiction des plastiques à usage unique en 2021, les pailles sont supprimées le 18 novembre 2019 dans les 1 470 restaurants McDonald's de France.

### McAfrika puis McAfrica
Le McAfrika était un sandwich vendu en 2002 puis en 2008 par la chaîne de fast food, à base d'ingrédients classiques à l'intérieur de deux tranches de pita,. Il est considéré comme un exemple type d'un échec marketing et de la mauvaise adaptation des réactions de son fabricant.
La chaîne affirme alors qu'il est basé sur une authentique recette africaine.
Il fut en vente en Norvège et suscita de vives réactions négatives en 2002,,.
Il fait partie, comme d'autres sandwiches nouveaux portant le nom de différents pays et régions du monde entier, de la campagne « autour du monde », pour une durée limitée. Il ne suscite au départ aucune réaction négative, mais son troisième lancement, en automne 2002, a lieu au moment où plusieurs pays d'Afrique australe sont frappés par une famine exceptionnelle. L'année suivante, le Sud-Africain Malcolm McIntosh critique la « citoyenneté d'entreprise ». Il rappelle que 12 millions de personnes restent concernées par la famine et il relève que le prix de vente unitaire du sandwich permettrait à un Sud-Africain de se mettre à l'abri de la faim pendant une semaine.
Plusieurs organisations humanitaires norvégiennes réagissent également vivement : Save the Children, Plan, CARE Norvège et notamment la Croix-Rouge norvégienne (qui distribue des « crackers catastrophe » [des biscuits protéinés distribués en période de famine] à l'entrée des McDonald's à Oslo), qui exigent que la chaîne subventionne la crise humanitaire. Néanmoins, McDonald's reçoit divers soutiens, notamment de la communauté afro-norvégienne, tous soulignant que l'image de l'Afrique n'est pas seulement celle de la faim et de la pauvreté, et que son nom peut être utilisé sans connotation péjorative.
En geste de conciliation, la chaîne autorise l'installation d'affiches et de boîtes de dons dans les restaurants, et s'excuse pour sa période de lancement inadéquate, sans pour autant s'excuser sur le fond.
Le McAfrika est relancé en 2008 pour promouvoir les Jeux olympiques d'été de 2008, avec des menus nommés McAfrica, pendant une courte durée, suscitant de nouveau des réactions négatives.  L'un des facteurs analysés comme une cause d'échec est, sur le plan sémantique, la juxtaposition du préfixe « Mc » symbolisant le profit, et la référence à l'Afrique, frappée par la pauvreté.

### Jeux olympiques d’Athènes
McDonald's, en tant que sponsor des Jeux olympiques d’Athènes d’août 2004, était le seul restaurant de marque autorisé dans le village olympique, sur les terrains de sport et dans le centre de presse.
McDonald’s est l'un des sponsors des Jeux olympiques depuis 1968 et au moins jusqu'en 2020.

### Sexisme et violences sexuelles
En octobre 2020, Mediapart et StreetPress publient le résultat d'une enquête de deux mois sur le management à McDo France, recueillant les témoignages de dizaines de salariés (avec le concours du collectif McDroits et l’association React) sur les « remarques sexistes, racistes, homophobes, voire agressions sexuelles ». 
Dans la foulée de cette enquête, le collectif McDroits est créé, composé d'anciens et d'actuels collaborateurs de McDonald's. Le collectif revendique un « changement de fond » qui s'appuie sur une base de 150 témoignages portant sur des accusations d'agressions sexuelles, de harcèlement et de discrimination pour faire pression sur la direction.
En janvier 2021, une salariée est licenciée après avoir signalé des cas de harcèlement sexuel.

### Boycott dans le cadre du conflit israélo-palestinien
Les appels mondiaux, réalisés notamment par Boycott, désinvestissement et sanctions, au boycott du groupe McDonald's en raison de son soutien à Tsahal sont anciens. Leur origine remonte au début des années 2000 et depuis le boycott de cette marque est un symbole des soutiens internationaux de la cause palestinienne. En 2014, l'enseigne était déjà visée par des appels au boycott en raison de son soutien aux forces armées israéliennes. À la suite de l'attaque du Hamas contre Israël le 7 octobre 2023, la campagne de boycott a repris. En cause, le soutien de longue date du groupe McDonald's à Tsahal, même si cela a été démenti à de multiples reprises tant par McDonald's monde que par les filières du groupe, notamment les groupes opérants dans des pays à majorité musulmane comme la Malaisie. Lors de cette campagne de boycott a aussi été mis en cause la distribution par McDonald's Israël de 12 000 repas aux soldats israéliens.
Les appels au boycott sont mondiaux et la campagne de boycott a lieu dans de nombreux pays. En France par exemple, à Lyon plus précisément des tags anti Tsahal ont été réalisés sur la façade d'un restaurant McDonald's. Au Koweït et à Oman, les franchises McDonald's ont communiqué afin d'affirmer que la fourniture de 12 000 repas à l'armée israélienne était une initiative privée de la filière McDonald's israélienne. Concernant les financements des actions de Tsahal par McDonald's monde, les franchises nationales ont communiqué sur le fait que ce financement était opéré seulement par McDonald's monde, omettant de préciser que les franchises nationales doivent verser des redevances d'exploitation à McDonald's monde. Au Maroc, ce boycott, relancé à la suite du 7 octobre, s'inscrit dans un cadre plus large qui est celui du refus par certains Marocains de la normalisation des relations entre Israël et le Maroc. La filiale marocaine a engagé une campagne massive de communication afin de nettoyer sa réputation, sans grand succès, une baisse de la fréquentation des restaurants a pu être constatée, l'image de McDonald's au Maroc étant désormais liée à celle d'Israël.
La campagne a eu un « impact commercial significatif », notamment sur les revenus de l'entreprise, d'après Chris Kempczinski, PDG du groupe McDonald's. En guise de réaction, McDonald's Monde ainsi que les filiales nationales ont lancé différentes campagnes de communication afin de rétablir leur image, sans grand succès. Certaines filières nationales de McDonald's ont également intenté des actions en justice. Ainsi, McDonald's Malaisie a poursuivi en justice BDS Malaisie, réclamant 1 million de dollars de dommages et intérêts.

### Incapacité à détecter des pratiques esclavagistes chez un franchisé
En septembre 2024, six membres d’un réseau familial de traite d’êtres humains venant de République tchèque ont été condamnés dans deux procès pénaux. Neuf victimes étaient forcées de travailler dans la succursale McDonald’s de Caxton, dans le Cambridgeshire. Les victimes – qui étaient toutes vulnérables, la plupart ayant été des sans-abri ou ayant connu la toxicomanie – gagnaient le salaire minimum légal, mais la quasi-totalité de ce salaire était volée par le gang. Ils vivaient avec quelques livres par jour dans un logement exigu – dont un hangar qui fuyait et une caravane non chauffée. Selon la BBC, en dépit des signes indiquant que les victimes de l’esclavage moderne étaient forcées de travailler dans cette succursale McDonald’s, ces indices sont demeurés inaperçus pendant au moins quatre ans par la multinationale de la restauration rapide,.

## Affaires judiciaires

### Optimisation, fraude fiscale et contournement du droit social en France
En janvier 2014, la multinationale est soupçonnée de fraude fiscale pour un montant approchant les 2,2 milliards d'euros en France. Sur environ 1 300 restaurants McDonald’s en France, 80 % appartiennent à des franchisés au nombre de 300. En tant que franchisés, ils doivent rétrocéder 4 % de leur chiffre d’affaires à McDonald’s pour les frais publicitaires, et entre 10 et 20 % à titre de commissions d’exploitation. Une fois ces sommes déduites, ils payent normalement des impôts. Ces sommes sont transférés de McDonald’s France vers la filiale basée au Luxembourg, McD Europe Franchising créé en 2009, et sa filiale en Suisse. L'entreprise est accusée d'organiser, depuis 2009, des transferts d'importantes sommes d'argent de la France vers la Suisse et le Luxembourg, sans que la filiale française se soit acquittée des impôts correspondants auprès du fisc.
En février 2015, McDonald's est à nouveau accusé par plusieurs syndicats d’avoir créé un montage juridique et financier pour échapper aux impôts en Europe et plus particulièrement en France entre 2009 et 2013,.
En 2015, la Commission européenne révèle après avoir ouvert une enquête que la filiale européenne de l'entreprise américaine ne payait d'impôt sur les bénéfices ni dans l'Union européenne, ni aux États-Unis jusqu'en 2013 grâce à un accord fiscal avec le Luxembourg.
En décembre 2015, l'UNSA et la CGT, assisté par leur avocate Eva Joly, portent plainte contre l'entreprise pour blanchiment de fraude fiscale en bande organisée, abus de biens sociaux, présentation de comptes inexacts, faux et usage de faux, et recel, devant le procureur national financier,.
Selon L'Expansion, le fisc français notifie en avril 2016 à McDonald's un redressement de 300 millions d'euros, dont 100 millions de pénalités.
Le 18 mai 2016, une perquisition est menée au siège social de McDonald's France dans le cadre d'une enquête pour blanchiment de fraude fiscale. La branche française est accusée de réduire artificiellement ses bénéfices en France et de répercuter cette différence sur la comptabilité de sa maison mère au Luxembourg ou le régime fiscal est plus avantageux.
Le 5 avril 2017, un rapport publié par la CGT McDonald's et l'association ReAct décrypte le « système McDonald’s en France » (selon la terminologie de la multinationale), lequel organiserait la maximisation des profits aux dépens de ses salariés et des recettes de l'État en s'appuyant principalement sur deux mécanismes juridiques.
Le premier est, selon le rapport, le dispositif de « redevances ». Ce dispositif a fait l'objet de plusieurs rapports détaillés où il est expliqué que : « McDonald’s a pu procéder à une optimisation agressive et potentiellement abusive de sa structure, ce qui lui a permis d’éviter de payer des montants élevés d’impôts sur le continent ». Ces stratégies « d’optimisation fiscale » auraient coûté aux gouvernements européens plus de 1,5 milliard d’euros de recettes fiscales entre 2009 et 2015. Au total, ce sont entre 386 millions et 713 millions d’euros qui auraient échappé à l’État français entre 2009 et 2013. Ce montage fiscal ne toucherait pas seulement les recettes de l'État, mais aussi les revenus des salariés : car en affectant le résultat net de chaque société, ces frais de redevances auraient notamment pour effet de minorer l’éventuelle prime de participation due à chaque salarié. Le second mécanisme est celui de l’évitement des seuils sociaux, via notamment les restaurants franchisés. Bien que McDonald’s emploie 73 000 personnes en France, c’est le droit social des petites entreprises qui s’applique dans la majorité des restaurants franchisés : ce qui leur permet de ne pas avoir à verser de prime de participation aux salariés (ni de mettre en place un comité d'entreprise). Au total, selon les auteurs du rapport, ce sont plus de 40 millions d'euros qui échapperaient chaque année aux salariés grâce à ce mécanisme[source secondaire nécessaire].
En mai 2018, trois syndicats européens, la Fédération syndicale européenne des services publics, la Fédération européenne des syndicats de l’alimentation, de l’agriculture et du tourisme, et l’Union internationale des employés des services, publient un rapport intitulé Unhappier Meal, qui révèle que la branche européenne de McDonald's (renommée McDonald’s Europe Franchising LLC) a été rapatriée en décembre 2016 du Luxembourg vers l'État américain du Delaware, où l'opacité est particulièrement forte au nom du secret des affaires — les rapports annuels de la multinationale sont ainsi inaccessibles. Une filiale est créée au Royaume-Uni (qui vient de s'engager dans le Brexit et de diminuer son imposition sur les entreprises) et est chargée d'engranger les bénéfices européens de la marque pour les rapatrier vers le siège américain via un circuit complexe de structures juridiques ; en parallèle, les filiales luxembourgeoises sur lesquelles enquête l'Union européenne (cf. infra) sont dissoutes par McDonald's.
En 2022, McDonald's reconnaît avoir transféré des fonds aux Pays-Bas et au Luxembourg afin d'échapper à l'impôt sur les bénéfices. McDonald's signe le 16 juin 2022, un accord de paiement de 1,245 milliard d'euros avec le tribunal judiciaire de Paris pour éviter des poursuites pour fraude fiscale en France entre 2009 et 2020. L'enquête à l'origine de cet accord était menée par l'Office central de lutte contre la corruption et les infractions financières et fiscales. Déjà en mai la firme avait accepté de payer 737 millions d'euros à l'administration pour régler son impôt éludé sur les sociétés, via fraude fiscale.

### Politique
Au Brésil, la commission des droits de l'homme du Sénat a enregistré une plainte émanant du syndicat de travailleurs de McDonald's, à l'encontre de McDonald's pour avoir exploité des employés en les forçant à avoir des horaires de travail variables et non rémunérés.

## Fondation Ronald McDonald
Cette section ne s'appuie pas, ou pas assez, sur des sources secondaires ou tertiaires indépendantes du sujet. Le texte peut contenir des analyses inexactes ou inédites de sources primaires.
Pour l'améliorer, ajoutez-en, ou placez des modèles {{Source secondaire souhaitée}} ou {{Source secondaire nécessaire}} sur les passages mal sourcés. (septembre 2022)
La Fondation Ronald McDonald a été créée en 1994, sous l'égide de la Fondation de France. Cette fondation agit pour le bien-être des enfants hospitalisés, et de leur famille. Pour ce faire, elle a créé depuis plus de dix ans des « Maisons de Parents Ronald McDonald » qui permettent aux enfants d'être entourés de leurs proches (autant de la famille, que des camarades de classe).
En 2010, il existe neuf maisons en France, à Lille, Marseille, Villejuif, Bordeaux, Strasbourg, Toulouse, Paris, Limoges, Nantes et Grenoble, ainsi qu’une parenthèse Ronald McDonald’s, un accueil de jour pour les familles, à l'hôpital d'Arras. À travers le monde, il existe aujourd'hui[Quand ?] plus de 250 maisons de parents McDonald qui accueillent plus de 5 000 proches.

## Filmographie
- Fast Food Nation, 2006, livre qui étudie l'impact local et mondial de l'industrie américaine de la restauration rapide.
- McDo, une passion française, 2010, film documentaire de Stanislas Kraland.
- Super Size Me, 2004, film documentaire américain réalisé par Morgan Spurlock.
- We feed the world, 2007, un regard sur l'agriculture mondiale moderne et l'industrie agroalimentaire.
- Le Fondateur (The Founder, 2016), mettant en vedette Michael Keaton, fiction[168] de John Lee Hancock qui relate l'histoire de Ray Kroc.

### McDonald's dans la fiction
McDonald's apparaît dans plusieurs films, comme Viens chez moi, j'habite chez une copine (1981), Les Rois mages (2001), 3 zéros (2002), Inspecteur Gadget 2 (2003) ou encore The Starving Games (2013).